# Зильберфарб, Моисей Исаакович
Моисей Исаакович Зильберфарб (идиш משה זילבערפֿאַרב‎ — Мо́йше Зи́льберфарб; 1876, Ровно — 1934, Варшава) — украинско-еврейский политический и государственный деятель, писатель.

## Биография
Родился в 1876 году в Ровно Волынской губернии.
В 1898 году окончил Житомирскую гимназию. Затем изучал химию в Киевском политехническом институте; в 1902—1904 годах учился на медицинском факультете Берлинского университета. Вернувшись в Киев, занялся изучением юриспруденции, продолжив затем своё образование в Берне, где получил научную степень доктора.
Очень рано стал заниматься теоретическим обоснованием отношения социалистов к еврейскому вопросу. В 1905 году (вместе с В. Дининым) написал работы: «Принцип национал-полит. автономии» и «Национальная и территориальная автономия и интересы еврейского пролетариата».
В 1906 году основал группу Возрождение и Социалистической еврейской рабочей партии.
После февральской революции приехал в Киев, где в марте 1917 года стал членом Украинской Центральной Рады от Объединённой еврейской социалистической рабочей партии, член Малой Рады; 27 июля 1917 года вошёл в состав Генерального Секретариата УЦР-УНР, как товарищ генерального секретаря межнациональных дел Сергея Ефремова от евреев; 7 ноября 1917 года был избран в состав Краевого Комитета по охране революции на Украине.
В январе 1918 года был назначен министром еврейских дел УНР. В августе 1918 года при гетмане П. П. Скоропадском был арестован. С 1918 по 1920 год возглавлял Еврейский народный университет и Общество содействия развитию еврейской культуры (Култур-лиге или «Культур-Лига») в Киеве.
В 1921 году переехал в Варшаву, где продолжал активно участвовать в еврейской жизни, стал председателем ОРТа. В последние годы был близок к Бунду, печатался в его органах.
Писал статьи и книги на идиш, русском и немецком языках. Писал под псевдонимом М. Базин.
В 1934 году умер в Варшаве. Похоронен на еврейском кладбище.